# Oak Park (Illinois)
Oak Park és una població dels Estats Units a l'estat d'Illinois. Segons el cens del 2000 tenia 52.524 habitants.

## Demografia
Segons el cens del 2000, Oak Park tenia 52.524 habitants, 23.079 habitatges, i 12.970 famílies. La densitat de població era de 4.314,8 habitants/km².
Dels 23.079 habitatges en un 29,5% hi vivien nens de menys de 18 anys, en un 42,1% hi vivien parelles casades, en un 11,6% dones solteres, i en un 43,8% no eren unitats familiars. En el 37% dels habitatges hi vivien persones soles el 8,6% de les quals corresponia a persones de 65 anys o més que vivien soles. El nombre mitjà de persones vivint en cada habitatge era de 2,26 i el nombre mitjà de persones que vivien en cada família era de 3,06.
Per edats la població es repartia de la següent manera: un 24,2% tenia menys de 18 anys, un 6,7% entre 18 i 24, un 35,2% entre 25 i 44, un 24,4% de 45 a 60 i un 9,5% 65 anys o més.
L'edat mediana era de 36 anys. Per cada 100 dones de 18 o més anys hi havia 82,2 homes.
La renda mediana per habitatge era de 59.183 $ i la renda mediana per família de 81.703 $. Els homes tenien una renda mediana de 51.807 $ mentre que les dones 40.847 $. La renda per capita de la població era de 36.340 $. Aproximadament el 3,6% de les famílies i el 5,6% de la població estaven per davall del llindar de pobresa.

## Poblacions properes
El següent diagrama mostra les poblacions més properes.

## Personatges il·lustres
- Ernest Miller Hemingway (1899 - 1961) escriptor. Premi Nobel de Literatura de l'any 1954.
- John Robert Schrieffer (1931 - 2019) físic, Premi Nobel de Física de l'any 1972.
- John G. Avildsen (1935 - 2107) director de cinema
- Doris Humphrey (1895 - 1958) coreògrafa i ballarina